# Devonport (Tasmanien)
Devonport ist eine Stadt an der Nordküste des Bundesstaats Tasmanien von Australien. Die in der Nähe der Mündung des Mersey River gelegene Stadt ist mit etwa 23.000 Einwohnern die drittgrößte der Insel.
Bekannt ist die Stadt vor allem für ihren Hafen und die Anlegestelle der Fährschiffe Spirit of Tasmania I und Spirit of Tasmania II, die die regelmäßige Verbindung nach Geelong in ca. 10 bis 11 Stunden Reisezeit bewältigen.

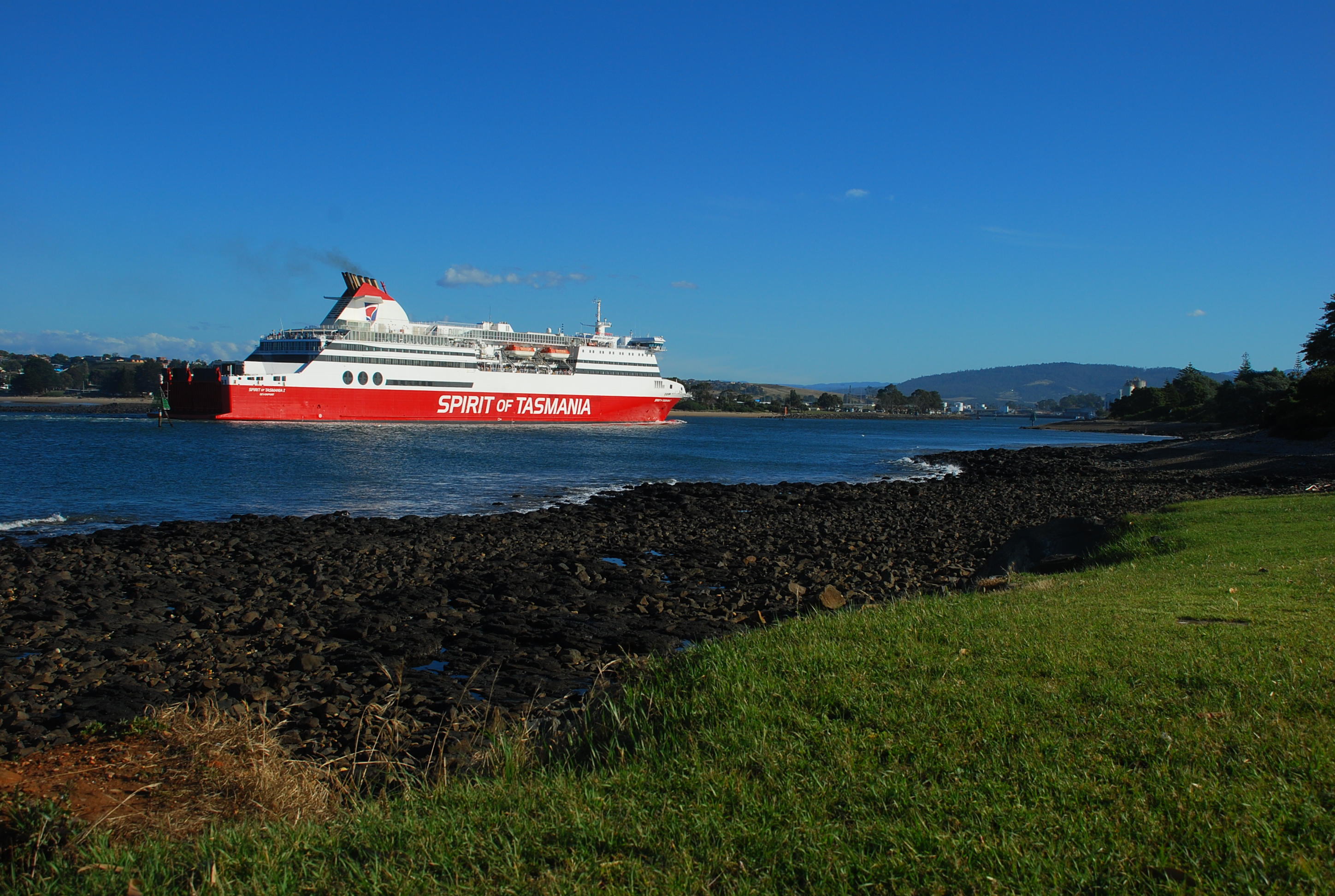
Durch die Fährschifftransfers bildet Devonport sprichwörtlich das Tor nach Tasmanien

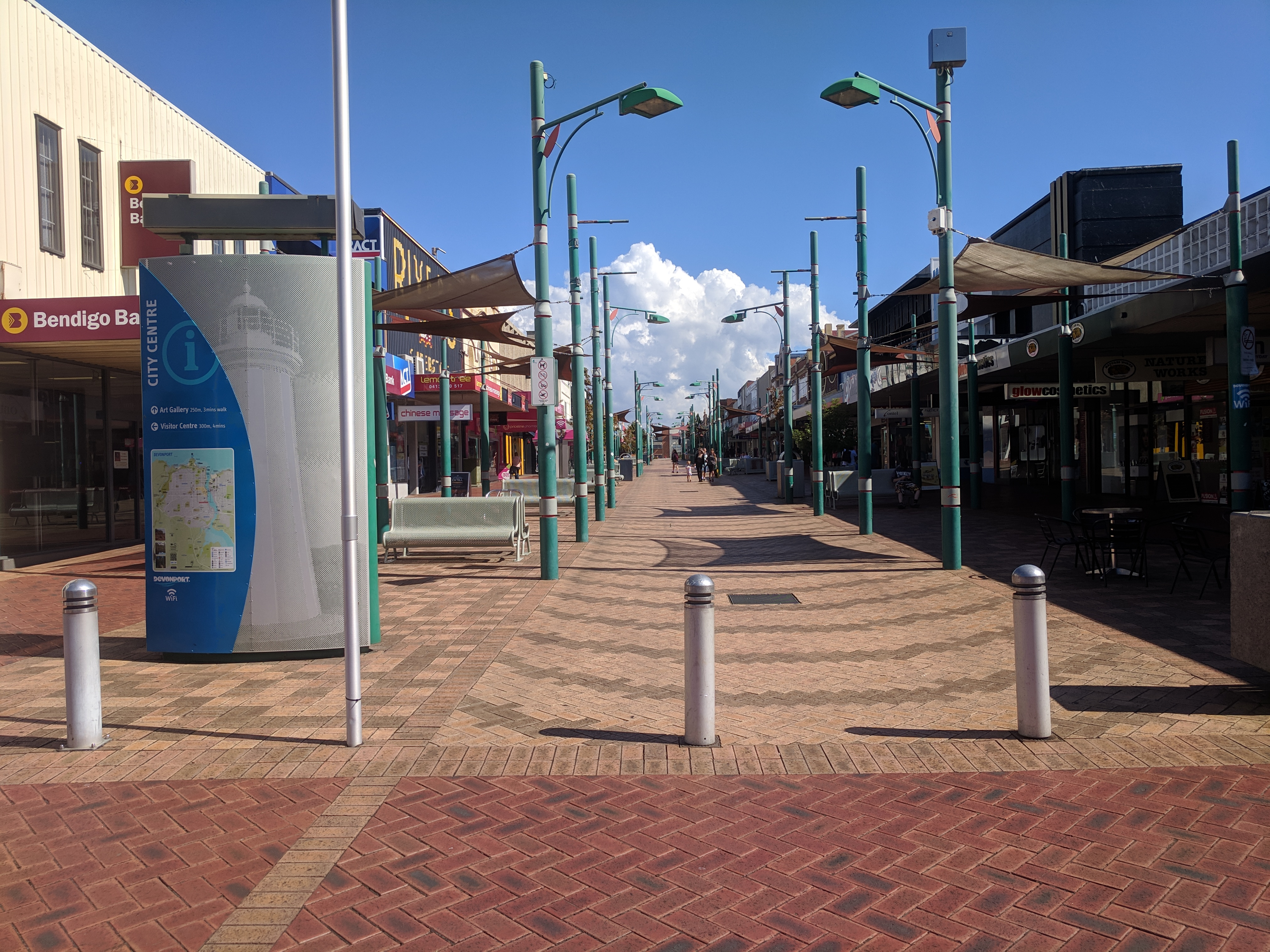
Rooke Street Mall

Obwohl die Gegend um Devonport schon 1825 von Kapitän Charles Hardwicke erkundet wurde, dauerte es mehrere Jahrzehnte, bis größere Siedlungen gegründet wurden. Erst die Entdeckung von Kohlevorkommen um 1851 beim heutigen Latrobe führte zu einer Ausweitung des Schiffsverkehrs und zur Entstehung der Ortschaften beiderseits des Flusses Mersey River. Formby, heute West Devonport genannt, am Westufer, und Torquay, heute East Devonport genannt, am Ostufer, entstanden damals. Nach dem Bau einer Eisenbahnlinie nach Formby (1885) und dem Bau des Leuchtturms (1889) wurden Formby und Torquay 1890 zu Devonport, nach Devonport in England so benannt, zusammengeschlossen. Um die Stadt wird auf zahlreichen Feldern der größte Teil des Gemüses von Tasmanien angebaut.
Acht Kilometer östlich der Stadt befindet sich ein Flughafen mit Verbindungen nach Melbourne, Sydney und zur tasmanischen Insel King Island.
Eine der Sehenswürdigkeiten der Stadt ist das Tiagarra Aboriginal Cultural Centre mit einem kleinen Museum zur Geschichte und Kultur der Tasmanier. In direkter Nähe des Museums befinden sich einige Felszeichnungen dieses ausgestorbenen Volkes und seiner Kultur. In der Devonport Art Gallery sind Werke regionaler Künstler ausgestellt. Des Weiteren befindet sich in der Stadt das Tasmanian Arboretum, ein Arboretum mit seltenen Bäumen und Sträuchern. Im Ort befindet sich eine Statue des einzigen aus Tasmanien stammenden australischen Premierministers Joseph Lyons und seine Grabstätte.
Die Stadt unterhält Städtepartnerschaften mit Port Phillip im Bundesstaat Victoria von Australien und Minamata in Japan.

## Klima
|                       | Jan  | Feb  | Mär  | Apr  | Mai  | Jun  | Jul  | Aug  | Sep  | Okt  | Nov  | Dez  |   |       |
| Mittl. Tagesmax. (°C) | 21,0 | 21,3 | 20,0 | 17,2 | 15,0 | 13,1 | 12,6 | 13,0 | 14,0 | 15,7 | 17,2 | 19,2 | ⌀ | 16,6  |
| Mittl. Tagesmin. (°C) | 12,3 | 12,5 | 10,5 | 8,0  | 6,6  | 4,7  | 4,4  | 4,9  | 5,9  | 7,2  | 8,1  | 10,0 | ⌀ | 7,9   |
|                       |      |      |      |      |      |      |      |      |      |      |      |      |   |       |
| Niederschlag (mm)     | 41,2 | 40,0 | 49,5 | 63,2 | 80,3 | 80,2 | 99,8 | 90,7 | 75,3 | 68,4 | 58,0 | 52,8 | Σ | 799,4 |
|                       |      |      |      |      |      |      |      |      |      |      |      |      |   |       |
| Regentage (d)         | 7,4  | 5,9  | 7,9  | 9,4  | 11,5 | 12,1 | 14,3 | 14,7 | 13,0 | 11,3 | 9,7  | 8,0  | Σ | 125,2 |

| 12,3 |

| 12,5 |

| 10,5 |

| 8,0 |

| 6,6 |

| 4,7 |

| 4,4 |

| 4,9 |

| 5,9 |

| 7,2 |

| 8,1 |

| 10,0 |

| 12,3 |

| 12,5 |

| 10,5 |

| 8,0 |

| 6,6 |

| 4,7 |

| 4,4 |

| 4,9 |

| 5,9 |

| 7,2 |

| 8,1 |

| 10,0 |

## Töchter und Söhne der Stadt
- Belinda Goss (* 1984), Radsportlerin
- Karl Menzies (* 1977), Radrennfahrer
- Corey Cadby (* 1995), Dartspieler

## Sonstiges
Am 16. Dezember 2021 ereignete sich an der Hillcrest Primary School in Devonport ein tragischer Unfall, bei dem fünf Kinder starben. Ein weiteres Kind starb an den Folgen des Unfalls. Heftiger Wind hatte eine Hüpfburg und 7 Zorb-Bälle in die Luft gerissen, die Kinder stürzten aus bis zu zehn Metern Höhe in die Tiefe. Der Sender 9News sprach von der „größten Tragödie in der Geschichte Devonports“. Ein vergleichbarer Fall fand bereits 2019 ebenfalls in Australien statt.